# كلارا كاثلين سميث
كلارا كاثلين سميث هي كاتِبة وشاعرة كندية، ولدت في 30 أبريل 1911، وتوفيت في 18 سبتمبر 2004.